# Тропа Клинка (3-й этап)
Тропа клинка (нем. Klingenpfad) — круговой маркированный многодневный пешеходный маршрут вокруг города Золинген (Северный Рейн-Вестфалия, Германия). Третий этап маршрута, протяжённостью 8,1 км проходит между населёнными пунктами Унтенбург (Unterburg) и Хёрат (Höhrath) по долине реки Вуппер и ручья Эшбах.

## Общая характеристика
От дома № 34 улицы Мюнгстенер Штрассе (Müngstener Str.) Унтербурга начинается постоянный затяжной подъём, сначала в виде заросшей тропы, переходящей в горную заброшенную лесную дорогу, поднимающуюся над долиной реки Вуппер. Через примерно километр дорога делает резкий обратный поворот, продолжая подниматься. Она выходит к шоссе L 157 над природоохранной территорией Лемкуле. После пересечения шоссе с тропы открывается вид на замок Бург. В этом месте тропа проходит по лесной территории города Ремшайд. Над тропой высится склон горы Пюц, на которой сооружена смотровая площадка для обозрения замка Бург.
Тропа Клинка вьётся над долиной ручья Эш. На перекрёстке она незаметно уходит вправо и начинает спускаться к ручью Эш узкой тропкой, каменистой с корневищами деревьев. Тропа выходит к шоссе L 407. На другой стороне находится старый коттен Лунсхаммер (Luhnshammer), который не используется с 2007 года и разрушается. Маркировка пересекает шоссе и тропа продолжается на другой стороне ручья параллельно его течения. У небольшого заросшего пруда дорога начинает идти на подъём. Через несколько сот метров она делает крутой поворот на 180° и выводит к проходу в скалах, называемому Фельзентор (Скальные ворота, Felsentor). Чуть дальше туристы пересекают ручей Зелльшайдер Бах и идут вдоль ручья. Вверху крутой поворот и новый подъём к шоссе L 157 (Золинген-Вермельскирхен). На небольшом отрезке Тропа Клинка проходит по территории города Вермельскирхен. За жилым массивом для туристов устроена смотровая площадка с прекрасным обзором территории от Дюссельдорфа до Бонна. Это место отдыха называется «Старый Фриц» (Alter Fritz).
Отсюда уже по асфальту дороги Гуммельсбург (Hummelsburg) туристы приходят к спортивной площадке жилого массива Верхний Бург и далее по тропе постепенно опускаются к населённому пункту Хёрат (Höhrath).

## Из истории третьего этапа
До 1975 года данного этапа не существовало, поскольку район замка Бург не относился к Золингену. Здесь существовал самостоятельный район Рейн-Вуппер (Rhein-Wupper-Kreis). Тропа Клинка проходила по долине Вуппера, минуя Бург. В 1975 году произошла земельно-административная реформа и район Рейн-Вуппер был ликвидирован. Его населённые пункты отошли к соседним поселениям. Так Бург оказался в подчинении Золингена. Эта административная реформа привела к тому, что появилась возможность продолжить тропу вокруг замка Бург примерно на 15 км, основная часть которого стала современным (новым) третьим этапом, а остальная часть — новым четвёртым этапом тропы Клинка.

## Вертикальный профиль
Первые два километра тропы — подъём от отметки 96 метров абс. высоты от отметки 180 метров абс. высоты. далее следует более-менее ровный участок. Пройдя 3,5 км тропа уходит резко вниз к ручью Эш до отметки 110 метров. На четвёртом километре маршрута начинается двухкилометровый затяжной подъём, выводящий на высшую отметку маршрута 270 метров. Последние два километра — спуск к Хёрату до отметки 200 метров над уровнем моря. Общая высота подъёмов третьего этапа Тропы Клинка составляет 371 метр, а спусков — 252 метра. В среднем это составляет 45,8 метров подъёма на километр пути и 31,1 метр спуска на километр пути. Таким образом вертикальный профиль характеризуется сильными перепадами высот и требует от туристов предварительной физической подготовки.

## Состояние проходимости и маркировки
В целом маршрут проходим круглогодично, но в случае длительной непогоды могут возникнуть проблемы с преодолением двух участков:
- Спуск к ручью Эш;
- Подъём от ручья Зелльшайдер Бах к шоссе L 157.

Качество маркировки маршрута (латинская буква «S» на чёрном фоне) позволяет проходить его без карты, но требует постоянного внимания к маркировке на развилках. Перед прохождением этапа необходимо ознакомиться с картой. Маршрут можно проходить и в обратном направлении, поскольку имеется обратная маркировка (может использоваться для коррекции правильности направления движения).

## Эстетическая, оздоровительная и познавательная ценность
Третий участок Тропы Клинка имеет характер, приближённый к идеальному для подобных туристских маршрутов. Здесь присутствуют все четыре необходимые компонента: исторические достопримечательности (Унтер Бург, замок Бург), обширные хвойные леса, водные ресурсы (река Вуппер и ручей Эшбах) и горный ландшафт («Скальные врата») и прекрасный обзор местности у «Старого Фрица».